# Tom Dieck
tom Dieck ist ein aus der niederdeutschen Sprache stammender Familienname, der seit etwa 1650 auch in der Schreibweise „tom Diek“ für einen Teil der Familie fortgeführt wird. Eine weitere Schreibform war z. B. im 14. Jahrhundert „ton Dycke“. Der Ursprung des Familiennamens liegt in der für Namensbezeichnungen nicht unüblichen Zuordnung an besondere geographische Gegebenheiten. Hier ist es ins Hochdeutsche übersetzt die Bezeichnung „zum Teiche“. Die im niederdeutschen gängige Bezeichnung „Diek“ für den Deich hat mit dem Familiennamen nichts zu tun.
Der Vorfahre des größten Teils der heutigen Träger dieses Familiennamens stammt belegbar aus dem Ort Ohmstede nahe der Stadt Oldenburg i.O. Um 1540 findet sich ein Eylert thom Dieck im Auskündigerhaus zu Bornhorst. Die ersten Namensträger waren Bauern und Tagelöhner, deren Nachkommen sich ab etwa 1800 auch in der Stadt Oldenburg niederließen und dort zunächst Kaufleute und Schiffer waren.
Bekannte Abkömmlinge dieser Familie waren die Maler August tom Dieck (1831–1893) und dessen Neffe Richard tom Dieck (1862–1943). Johanne Sophie Amalie tom Dieck (1817–1855), eine Schwester von August, war die Mutter der Pädagogin, Frauenrechtlerin und Politikerin Helene Lange (1848–1930).
Ein weiterer Ursprung dieses Nachnamens ist im Raum Münster-Greven zu finden, wo er seit dem 19. Jahrhundert in einem Wort als „Tomdieck“ geführt wird.

## Bekannte Namensträger
- August tom Dieck (1831–1893), deutscher Historienmaler und Kunstlehrer
- Heindirk tom Dieck (* 1939), deutscher Chemiker
- Martin tom Dieck (* 1963), deutscher Comiczeichner
- Max tom Dieck (1869–1951), deutscher Politiker (FDP)
- Richard tom Dieck (1862–1943), deutscher Maler und Konservator
- Tammo tom Dieck (* 1938), deutscher Mathematiker
- Wiebke tom Dieck (* 1973), deutsche Pianistin